# Campionato balcanico maschile di pallacanestro 1968
Il 10º Campionato Balcanico Maschile di Pallacanestro, si è disputato a Smirne, in Turchia, tra il 25 e il 29 dicembre 1968.
Le medaglie d'argento e di bronzo furono assegnate in base alla differenza punti negli scontri diretti, dato che Romania, Turchia e Bulgaria terminarono a parimerito.

## Risultati
|    | Nazionale  | G | V | P | PF  | PS  | Diff.     |
| -- | ---------- | - | - | - | --- | --- | --------- |
| 1. | Jugoslavia | 4 | 3 | 1 | 352 | 323 | +29       |
| 2. | Romania    | 4 | 2 | 2 | 316 | 304 | +12 (+11) |
| 3. | Turchia    | 4 | 2 | 2 | 297 | 281 | +16 (-5)  |
| 4. | Bulgaria   | 4 | 2 | 2 | 342 | 341 | +1 (-6)   |
| 5. | Grecia     | 4 | 1 | 3 | 326 | 384 | -58       |

## Classifica finale
| -  | Paese      | Formazione |
| -- | ---------- | ---------- |
|    | Jugoslavia |            |
|    | Romania    |            |
|    | Turchia    |            |
| 4. | Bulgaria   |            |
| 5. | Grecia     |            |